# IMAGE (satellit)

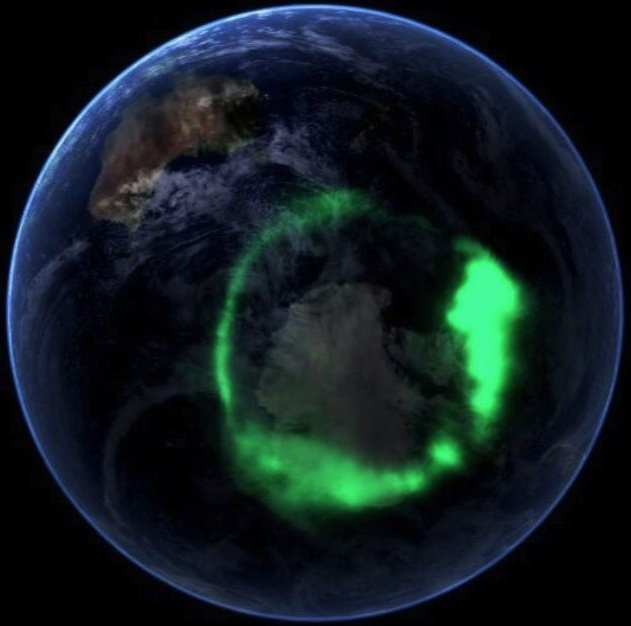
Polarsken över Antarktis (sydsken) fotograferat i UV-ljus från IMAGE. UV-bilden visas i ljusgrönt. Bakgrundsbilden av jorden i synligt ljus är infogad i efterhand. Bildkälla: NASA.

IMAGE (Imager for Magnetopause-to-Aurora Global Exploration) eller Explorer 78, är en satellit för rymdfysikforskning, uppsänd av NASA, i drift åren 2000-2005.

## Syfte och instrument
Syftet med IMAGE var att undersöka hur jordens magnetosfär påverkas av variationer i solvinden med hjälp av globalt avbildande instrument. Det innebär att instrumenten ombord koncentrerade sig på fjärravbildning av rymdplasmat runt jorden snarare än på att mäta hur det såg ut just där satelliten befann sig, vilket annars är vanligt för rymdfysiksatelliter:
- Tre instrument, LENA, MENA och HENA, spårade neutrala atomer i olika energiintervall. Till skillnad från joner och elektroner rör sig dessa i ballistiska banor opåverkade av magnetfältet och kan därför färdas långa sträckor, vilket gör att de kan användas för fjärranalys.
- Två UV-kameror för olika våglängdsområden, EUV och FUV, avbildade bland annat polarsken.
- Ett radioinstrument, RPI, med fyra stycken 250 m långa trådbommar utspända av satellitens rotation, mätte naturliga vågor från 3 kHz till 3 MHz och kunde också användas som jonosond.

Satellitens bana har en inklination på 90 grader. Perigeum ligger på 1 000 km höjd och apogeum 46 000 km över jordytan.

## Resultat

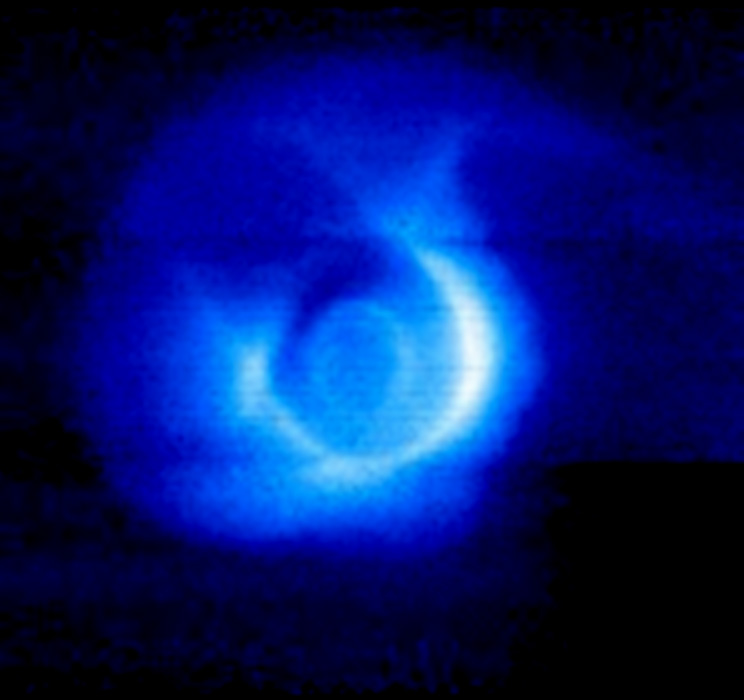
IMAGE var den första satellit som gav en global bild av jordens plasmasfär, som här syns som det stora blå området som täcker nästan hela bilden. Solen är i riktning uppåt i bilden, och man ser att plasmasfären vid detta tillfälle dragits ut i riktning mot solen. Bildkälla: NASA.

Några axplock ur den rika floran av resultat från IMAGE:
- Man upptäckte att jordens strålningsbälten (van Allen-bälten) påverkas av åskväder i atmosfären nedanför.[6]
- Man upptäckte att plasmasfären, en sorts fortsättning av jonosfären ut i rymden, inte roterar lika fort som jorden: den släpar lite efter, så att den tar runt 27 timmar på sig istället för 24 timmar för ett varv.[7]
- Man upptäckte partiklar från det interstellära mediet inne i magnetosfären.[8]

## Bana och operationer
IMAGE sändes upp den 25 mars 2000 från Vandenberg Air Force Base och var i drift fram till den 18 december 2005, då kontakten med satelliten upphörde. Den troligaste orsaken anses vara ett fel i elförsörjningssystemet ombord. Satellitens ursprungliga bana hade en inklination på 90 grader. Perigeum låg på 1000 km höjd och apogeum 46 000 km över jordytan.